# Leonor Corrêa
Maria Leonor Corrêa Silva (Araras, 14 de dezembro de 1962), é uma jornalista, diretora, apresentadora de televisão e autora de telenovela brasileira. A jornalista já fez parte dos quadros de todas as mais importantes TVs do país, como Globo, Cultura, Record, SBT, Band e Rede TV!. É irmã do apresentador Fausto Silva.
Em 1991 foi agraciada com o prêmio «Revelação da TV» pela Associação Paulista de Críticos de Arte.
E em 2016, foi contratada pelo SBT para escrever a sua primeira novela, Carinha de Anjo.

## Primeiros anos

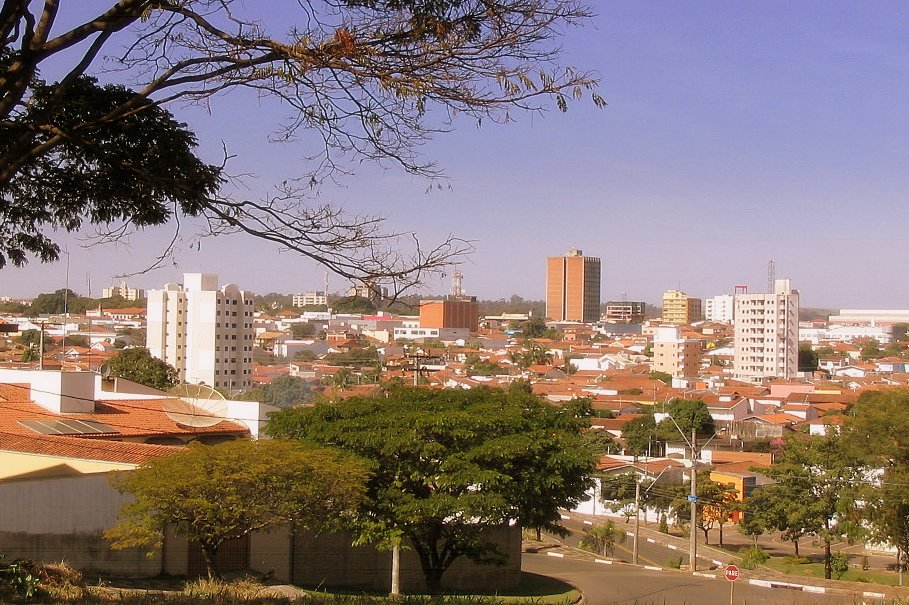
Araras (São Paulo), cidade natal da jornalista

Leonor nasceu em Araras, interior de São Paulo, numa família de seis filhos, fruto do casamento do fiscal de renda Maury Corrêa da Silva e da professora Cordélia Silva. Mais nova dos seis irmãos, aos quinze anos já publicava crônicas e poesias no suplemento feminino de um extinto jornal de Araras.
Dois membros dessa família, ela e seu irmão Fausto Silva («Faustão»), viriam mais tarde a se tornar jornalistas conhecidos. Suas outras irmãs seguiram sobretudo o magistério.

## Carreira

### Início
Antes de ingressar na vida artística, Leonor foi bancária e estudou até o quarto ano de direito na Pontifícia Universidade Católica (PUC-SP), quando abandonou a faculdade para ingressar na televisão, sua grande paixão.
A carreira de Leonor Corrêa começou de fato em 1985, aos 22 anos, na extinta TV Princesa d'Oeste de Campinas (atual TH+ Record Campinas), onde comandou o programa feminino A Tarde é Mulher. Mais tarde, trabalhou em diferentes emissoras, atuando como apresentadora, repórter, dirigindo e escrevendo roteiros para diversos programas. Ao longo da carreira, também fez trabalhos como freelancer (como roteirista e diretora) em produtoras independentes. Em 1986, Leonor foi para a TV Campinas (hoje EPTV Campinas), onde ficou como repórter até 1989                                                                                                                                                                                                                                                                           Em 1995 escreveu a comédia «Cobras Voadoras», peça de teatro dirigida por Denise Del Vecchio.

### Apresentação e direção
No começo da década de 90, apresentou o programa Vitrine, na TV Cultura. Após uma rápida experiência como apresentadora, em 1992, no programa Coçando o Sábado, na Rede OM, a jornalista trabalhou na redação e também no direção geral do Domingão do Faustão, na Rede Globo. Entre 2000 e 2001 dirigiu o Programa Fabio Jr e Top TV, na Rede Record e entre 2002 e 2003 foi apresentadora do extinto A Casa é Sua, na RedeTV!. Em 2003, Leonor foi para a Band, onde dirigiu os programas Boa Noite Brasil e Brasil Urgente. Já em 2004, foi apresentadora do Band Folia. No ano seguinte, assumiu a apresentação do extinto Melhor da Tarde,na mesma emissora, com a saída de Astrid Fontenelle e Leão Lobo.
De 2006 a 2009, foi diretora do programa Melhor do Brasil, da Rede Record, comandado inicialmente por Márcio Garcia, e na sequência por Rodrigo Faro, e em 2009 foi contratada do SBT, onde dirigiu o programa Eliana. No dia 23 de março de 2012, o SBT comunica que Leonor Corrêa não seria mais a diretora do programa, e que passaria a comandar outra atração da casa, que ainda estrearia. Em setembro de 2013, Leonor deixou o SBT em comum acordo e se aventurou na produtora MV Vídeos, de sua colega Miloca Nagle.
Em 2014, Leonor optou por voltar à EPTV, desta vez, como diretora de criação e produção de programação da rede.Em 2015, Leonor retorna para o SBT, para ser diretora de programas na emissora.
Em novembro de 2015, Patrícia Kogut, do jornal O Globo, noticia que Leonor Corrêa seria autora de uma telenovela infantil do SBT, Carinha de Anjo. A notícia foi confirmada posteriomente e Carinha de Anjo substituiu Cúmplices de um Resgate. 
Em 2019 começou os trabalhos para escrever sua segunda telenovela, Patinho Feio, remake da homônima mexicana, que teria previsão de estreia em 2022, substituindo Poliana Moça. Porém, devido aos atrasos das produções devido à Pandemia de COVID-19, o folhetim acabou sendo cancelado pela emissora e Leonor foi demitida do SBT. 
Em 2022 retornou à Bandeirantes, sendo diretora do novo programa de seu irmão, Faustão na Band.
Em agosto de 2025 retornou ao SBT, agora para assumir a direção - geral do novo Aqui Agora. 

## Filmografia

### Televisão
| Ano           | Obra                | Função                             | Emissora            |
| ------------- | ------------------- | ---------------------------------- | ------------------- |
| 1985          | A Tarde é Mulher    | Apresentadora                      | TV Princesa d'Oeste |
| 1986–1989     | Vários telejornais  | Repórter                           | EPTV Campinas       |
| 1989–1991     | TJ São Paulo        | Repórter                           | SBT                 |
| 1991          | Vitrine             | Apresentadora                      | TV Cultura          |
| 1992          | Coçando o Sábado    | Apresentadora                      | Rede OM             |
| 1992–1999     | Domingão do Faustão | Redatora e diretora geral          | Rede Globo          |
| 2000–2001     | Fabio Jr            | Diretora geral                     | Rede Record         |
| 2000–2001     | TopTV               | Diretora geral                     | Rede Record         |
| 2002–2003     | A Casa É Sua        | Apresentadora                      | RedeTV!             |
| 2003–2004     | Boa Noite Brasil    | Diretora geral                     | Rede Bandeirantes   |
| 2004          | Band Folia          | Apresentadora                      | Rede Bandeirantes   |
| 2004–2005     | Brasil Urgente      | Diretora geral                     | Rede Bandeirantes   |
| 2005          | Melhor da Tarde     | Apresentadora                      | Rede Bandeirantes   |
| 2006–2009     | O Melhor do Brasil  | Diretora geral                     | Rede Record         |
| 2009–2012     | Eliana              | Diretora geral                     | SBT                 |
| 2012–2013     | Vários programas    | Diretora artística                 | SBT                 |
| 2014–2015     | Várias produções    | Gerência de criação da programação | EPTV                |
| 2016–2018     | Carinha de Anjo     | Autora principal                   | SBT                 |
| 2018          | Z4                  | Roteirista                         | SBT                 |
| 2022–2023     | Faustão na Band     | Diretora de quadros                | Rede Bandeirantes   |
| 2025–presente | Aqui Agora          | Diretora geral                     | SBT                 |

## Vida pessoal
Leonor foi casada até 2006 com Anthony Richie, de quem tem uma filha, Julia. Seu pai, Sr. Maury Silva, faleceu no dia 9 de abril de 2010.
Em 2002, aos 40 anos, a apresentadora se deu conta de estar com diabetes e pressão alta. Isso a fez se submeter, em 2003, a uma cirurgia de redução de estômago, que a fez perder quase 60 quilos em dois anos (antes ela pesava 126 kg e após o procedimento chegou aos 67 kg). Essa experiência rendeu o livro denominado «De cara com o espelho».